# Ryszard Selejdak
Ryszard Adam Selejdak (ur. 17 stycznia 1958 w Kromołowie) – polski duchowny i teolog, dr hab. nauk teologicznych, rektor Wyższego Międzydiecezjalnego Seminarium Duchownego archidiecezji częstochowskiej

## Życiorys
Święcenia kapłańskie przyjął 10 czerwca 1984. W 1991 roku obronił pracę doktorską, 21 marca 2011 otrzymał stopień doktora habilitowanego za pracę pt. Diakonat stały w świetle dokumentów Soboru Watykańskiego II, posoborowego Urzędu Nauczycielskiego Kościoła i narodowych Rationes institutionis diaconorum permanentium. 
Pełni funkcję rektora w Wyższym Międzydiecezjalnym Seminarium Duchownym archidiecezji częstochowskiej.